# Lerwick
Die Stadt Lerwick (Aussprache: /ˈləːwɪk/ oder /ˈlər(w)ɪk/) ist mit 6958 Einwohnern die größte Stadt und Verwaltungssitz der zu Schottland gehörenden Shetland-Inseln.

## Geschichte

Lage des Civil Parish Lerwick auf den Shetlands

Lerwick wurde im 17. Jahrhundert gegründet. In dieser Zeit diente sein Hafen holländischen Heringsfischern als Anlaufpunkt. 1701 wurde die Civil Parish Lerwick aus der Civil parish Tingwall herausgelöst und löste 1708 Scalloway (nach wie vor zu Tingwall gehörig) als Hauptstadt der Shetlandinseln ab. 1891 wurde aufgrund des Local Government (Scotland) Act 1889 die Civil parish Lerwick um Burra (Inseln im Südwesten), Gulberwick und Quarff nach Süden hin erweitert und erreichte damit ihre heutige Flächenausdehnung von 32,2 km². Allerdings haben die Civil parishes in Schottland seit dem Local Government (Scotland) Act 1929 keine Verwaltungsfunktion mehr. Die aktuelle Community council area von Lerwick hat eine wesentlich geringere Flächenausdehnung, umfasst nicht Burra, Gulberwick und Quarff, sondern im Wesentlichen Lerwick in seiner ursprünglichen Parish-Abgrenzung. Die Bevölkerungszahl von 6959 zum Zensus 2011 bezieht sich auf die kleinere Flächenausdehnung und umfasst nicht die gesamte Parish. Die Gesamt-Parish hatte eine Bevölkerung von 8607, davon Gulberwick und Quarff 827, und Burra 852 (West Burra 776 und East Burra 76).
Im 18. Jahrhundert profitierte Lerwick vom Grönland-Walfang und dem Gin-Schmuggel mit den Niederlanden. Ende des 19. Jahrhunderts erlebte die Stadt einen erneuten Heringsboom. Im Jahr 1905 wurden 1 Million Fässer Hering eingesalzen und exportiert.
Im Jahre 1971 wurde östlich der Shetland-Inseln Erdöl gefunden. Das Ölfeld, das als East Shetland Basin bezeichnet wird, umfasst geschätzte 4500 Millionen Tonnen Öl (diese Menge reicht beispielsweise aus, um das Vereinigte Königreich bei der gegenwärtigen Verbrauchsrate 45 Jahre lang mit Öl zu versorgen).
Lerwick und die gesamten Shetland-Inseln profitieren von dem Ölfund.

## Hafen
Die strategische Nähe des Hafens Lerwick zu den Ölförderanlagen der nördlichen Nordsee, zu den Fischgründen des Atlantiks und seine Lage im Zentrum der Shetland-Inseln führen zu einer starken Frequentierung durch Schiffe der Ölindustrie, der Fischereiflotten, Sportboote und Kreuzfahrtschiffe. Zudem fungiert er als Fährhafen für die tägliche Verbindung von NorthLink Ferries nach Aberdeen.
Nach Angaben der Betreibergesellschaft Lerwick Port Authority wurde der Hafen im Jahr 2005 von 5006 Schiffen besucht. Es wurden 110.992 Tonnen Fisch im Wert von 57 Millionen £ und 864.735 Tonnen Fracht umgeschlagen.
146.959 Passagiere benutzten die Fährverbindungen von NorthLink Ferries von und nach Aberdeen (Schottland), Hanstholm (Dänemark), Kirkwall (Schottland) und von Smyril Line nach Tórshavn (Färöer). Die Verbindung nach Tórshavn wurde inzwischen eingestellt.
Im Jahre 2008 wurden 36 Kreuzfahrtschiffe erwartet, die Lerwick als Ausgangspunkt für eine Besichtigung der Shetland-Inseln nutzen. Unter den Schiffen befinden sich die Amadea, die Hanseatic und die Norwegian Jewel.
Der Hafen entspricht den Vorgaben des International Ship and Port Facility Security Code. Er kann unabhängig von der Tide bei jedem Wetter angelaufen werden. Durch seine Lage im Bressay Sound verfügt der Hafen über zwei Zufahrten und eine Ausdehnung von neun nautischen Meilen entlang der Nord-Süd-Richtung. Die gesamte Kailänge beträgt 3200 Meter mit bis zu 12,5 Meter Wassertiefe.
Weitere Teile des Hafens bestehen aus den Einrichtungen der Oil Service Base und denen der Firma SBS Logistics.

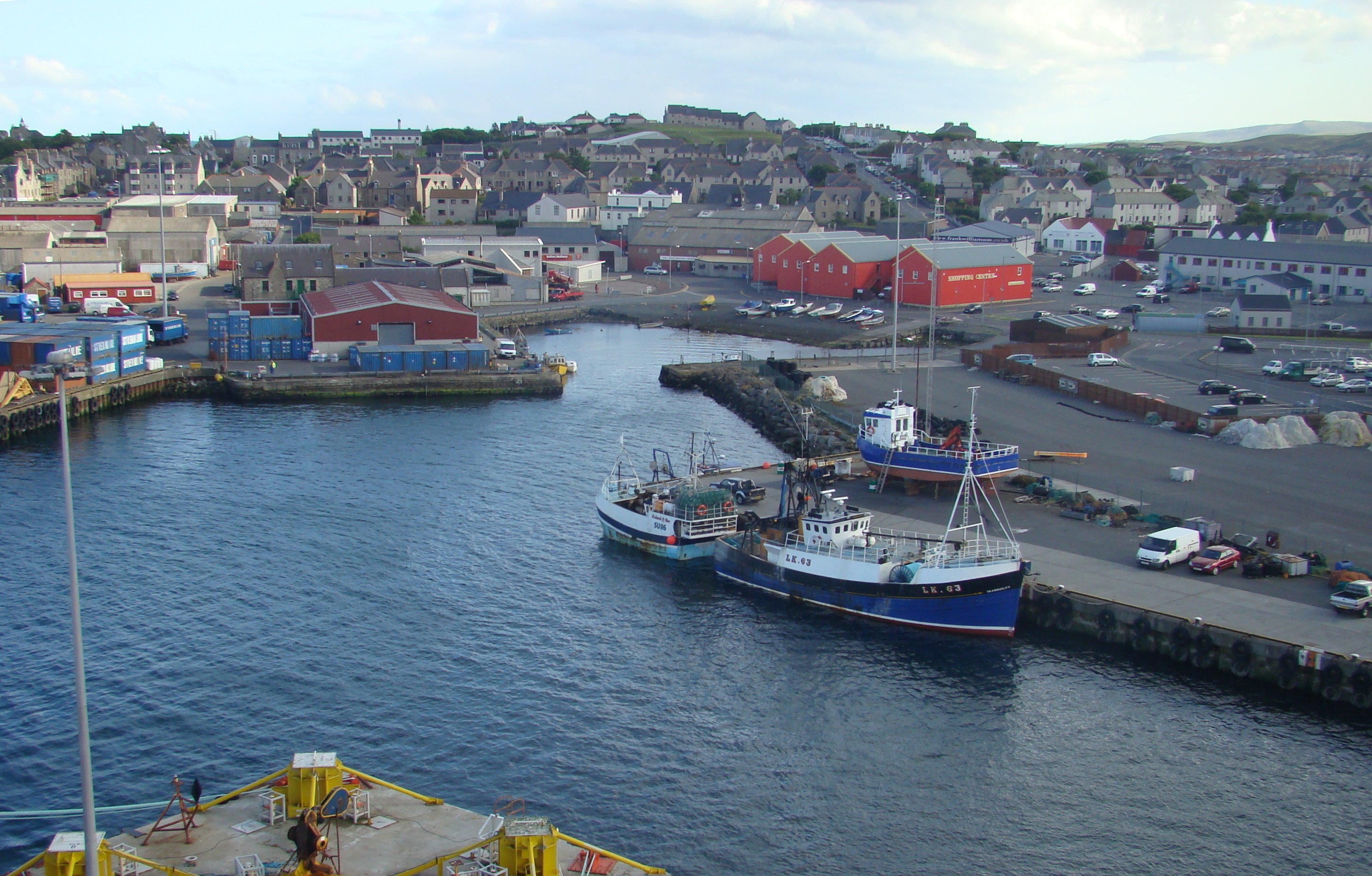
Der Hafen und die Stadt Lerwick
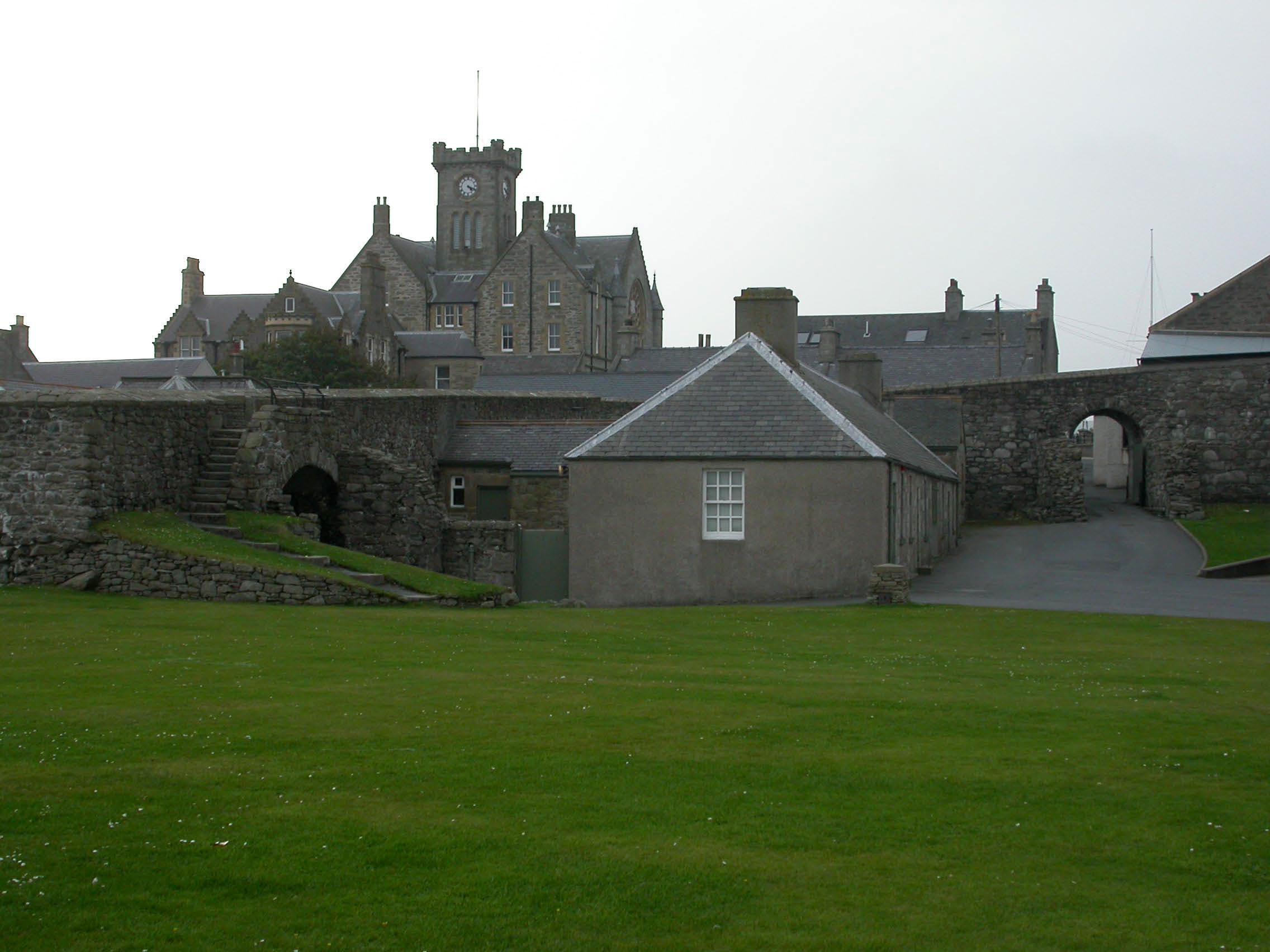
Im Fort Charlotte
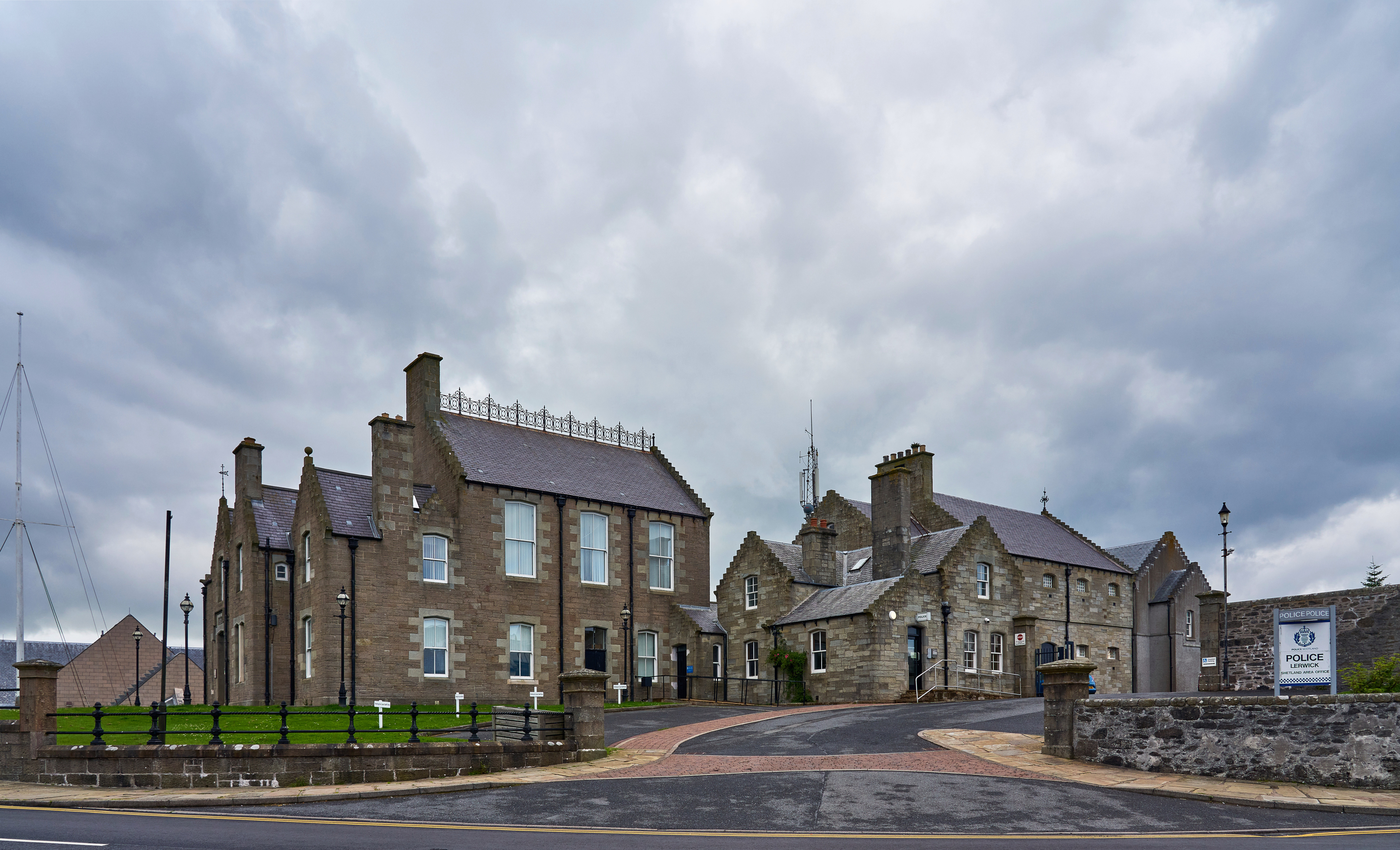
Polizeistation in Lerwick
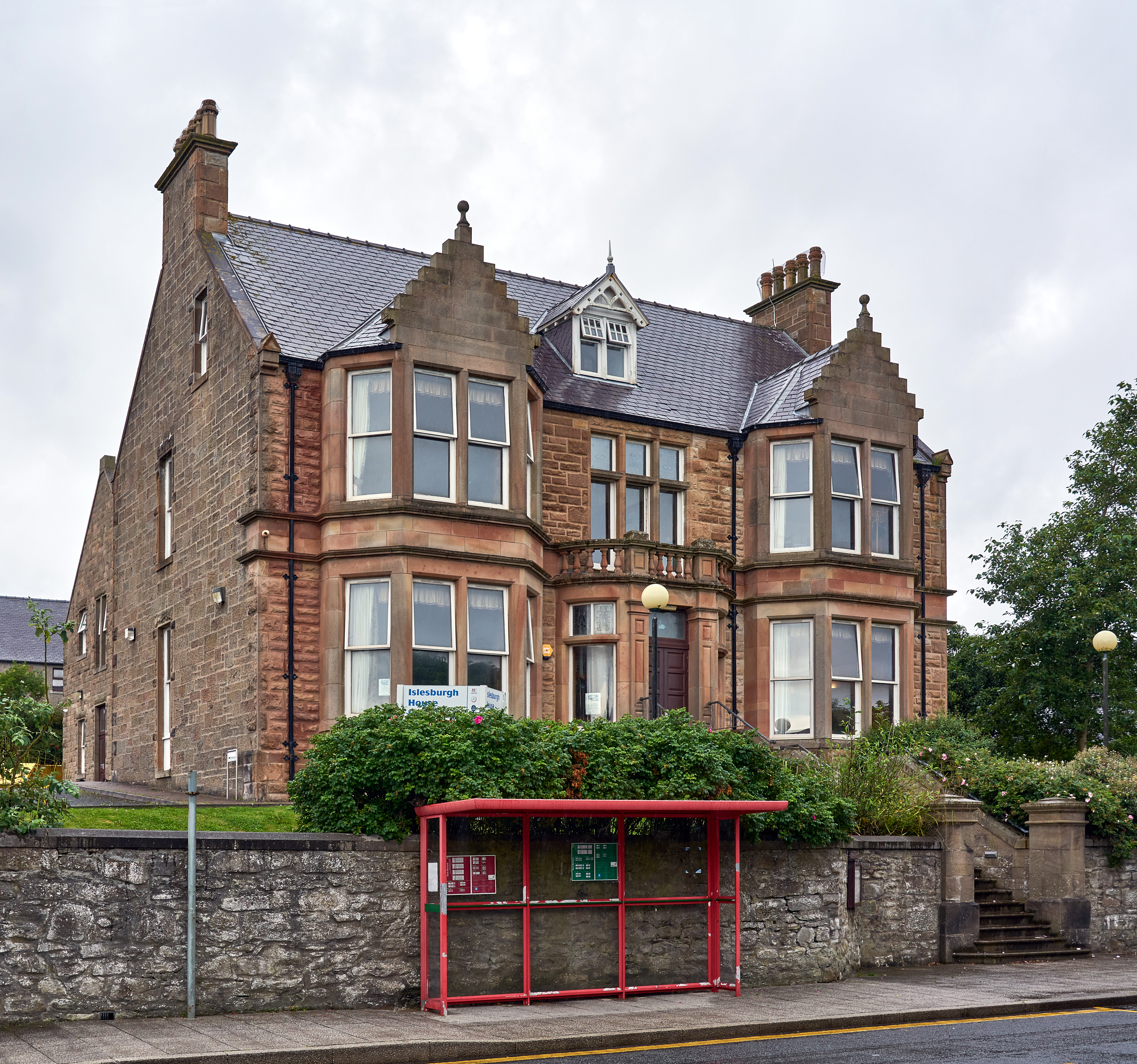
Isleburgh House – die Jugendherberge Lerwicks
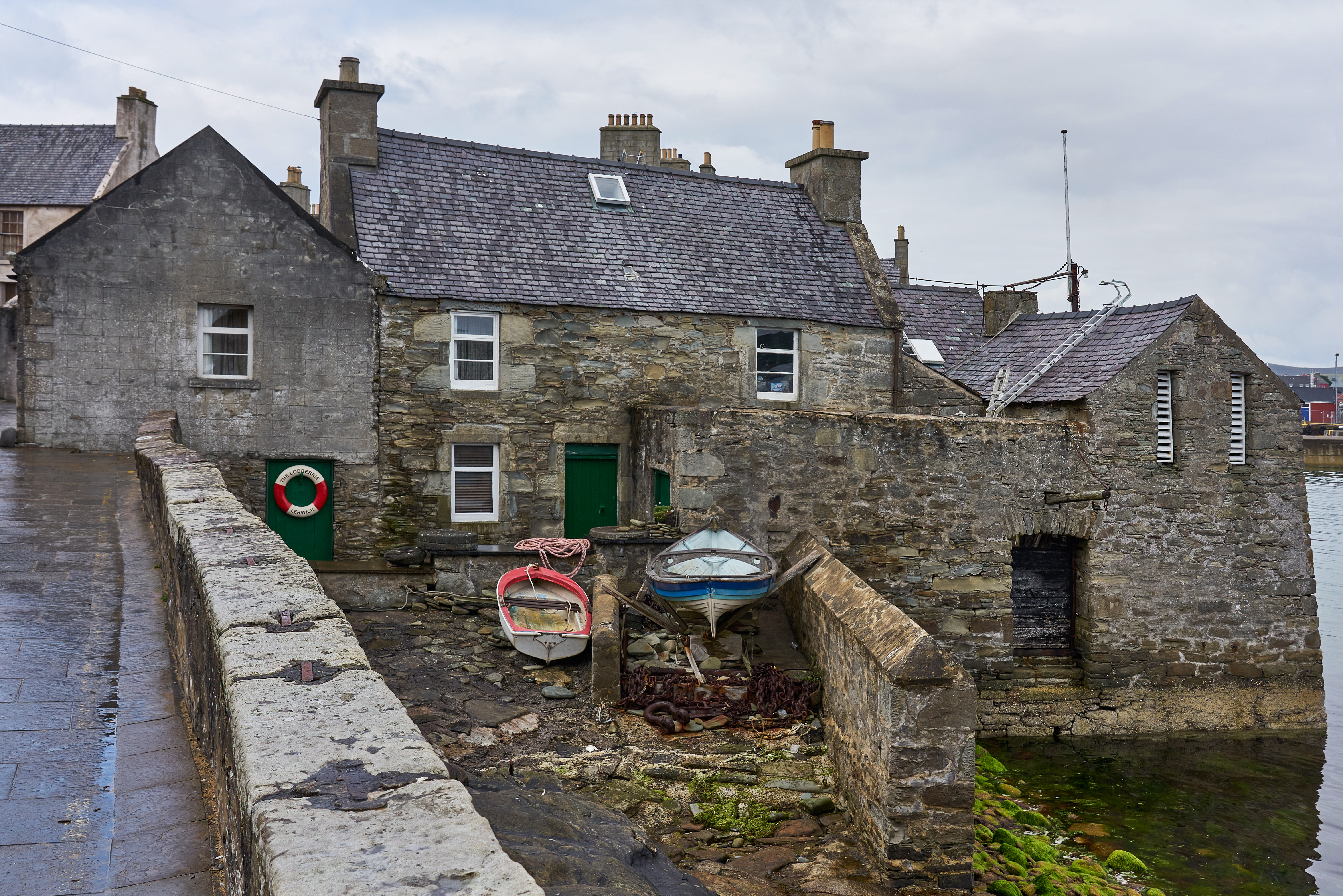
The Lodberrie – Haus des Kommissars in der BBC Shetland Serie
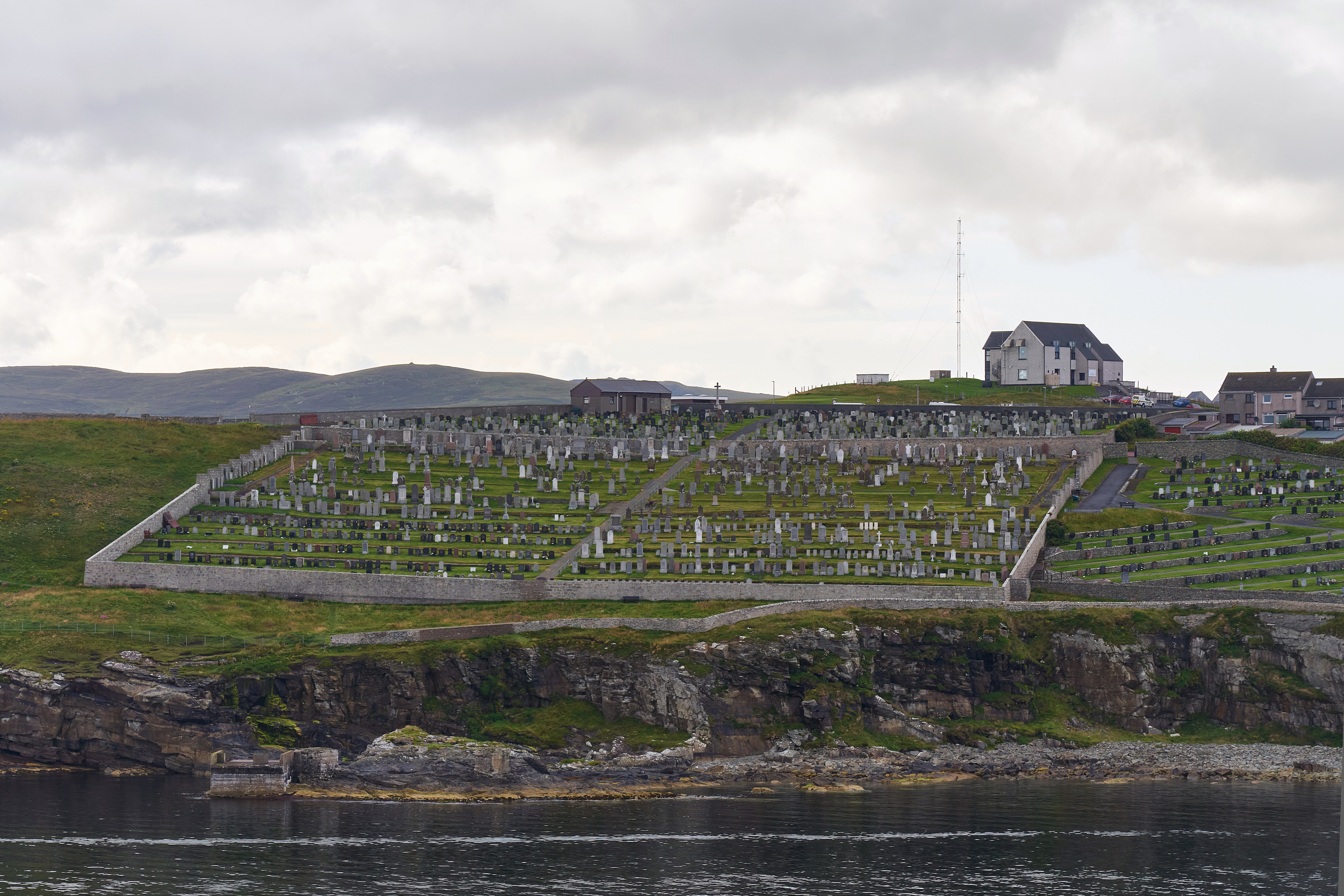
Der 'neue' Friedhof

## Sehenswürdigkeiten
- Fort Charlotte, das 1665 errichtet wurde, um den Hafen vor der niederländischen Flotte zu schützen,
- das Shetland Museum,
- die Böd of Gremista, ein restauriertes Fischerhäuschen aus dem 18. Jahrhundert und
- der Broch von Clickhimin aus dem 7. Jahrhundert v. Chr.

## Regelmäßige Veranstaltungen
Zu den regelmäßigen Veranstaltungen gehört das jährliche Shetland Folk Festival und das Shetland Accordion and Fiddle Festival.
Am letzten Dienstag im Januar findet alljährlich das Up Helly Aa als Höhepunkt der Brauchtumspflege statt.

## Söhne und Töchter Lerwicks
- Robert Stout (1844–1930), schottisch-neuseeländischer Politiker und 13. Premierminister Neuseelands
- James Teit (1864–1922), britisch-kanadischer Ethnologe, Fotograf und Fremdenführer
- Norman Stewart Hughson Lamont, Baron Lamont of Lerwick (* 1942), britischer Politiker
- Ron Mathewson (1944–2020), Jazzmusiker
- Ian Bairnson (1953–2023), Musiker

## Galerie

Kreuzfahrtschiff im Hafen und Masten einer Segelyacht auf Zwischenstopp von Reykjavík nach Hamburg.
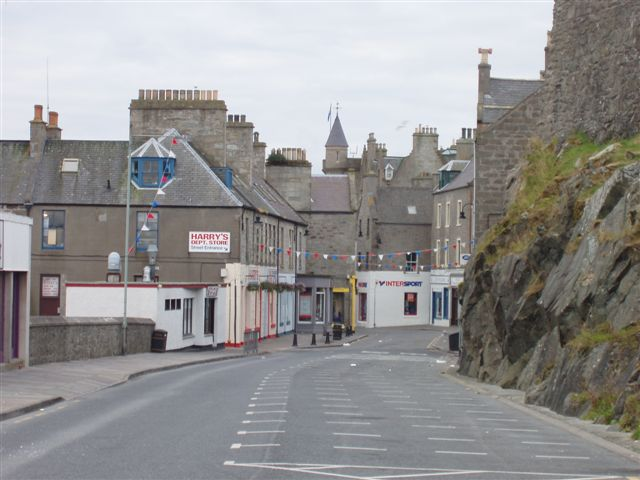
Blick in die Straßen von Lerwick.
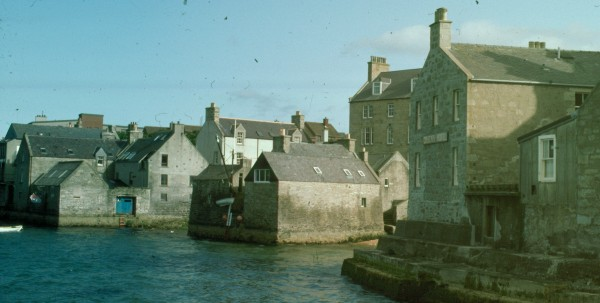
Typische Häuser in der Nähe des Hafens (Mai 1992)

## Klimatabelle
|                       | Jan | Feb | Mär | Apr | Mai  | Jun  | Jul  | Aug  | Sep  | Okt  | Nov | Dez |   |      |
| Mittl. Tagesmax. (°C) | 5,3 | 5,1 | 6,0 | 7,7 | 10,0 | 12,5 | 13,7 | 14,1 | 12,3 | 10,2 | 7,2 | 6,0 | ⌀ | 9,2  |
| Mittl. Tagesmin. (°C) | 1,2 | 1,1 | 1,6 | 2,7 | 5,2  | 7,5  | 9,1  | 9,5  | 8,0  | 6,3  | 3,1 | 1,8 | ⌀ | 4,8  |
|                       |     |     |     |     |      |      |      |      |      |      |     |     |   |      |
| Niederschlag (mm)     | 131 | 92  | 114 | 72  | 62   | 60   | 62   | 79   | 118  | 134  | 143 | 142 | Σ | 1209 |
|                       |     |     |     |     |      |      |      |      |      |      |     |     |   |      |
| Sonnenstunden (h/d)   | 0,7 | 1,9 | 2,8 | 4,3 | 4,7  | 5,0  | 4,0  | 4,0  | 3,1  | 2,0  | 1,0 | 0,4 | ⌀ | 2,8  |
|                       |     |     |     |     |      |      |      |      |      |      |     |     |   |      |
| Regentage (d)         | 21  | 16  | 18  | 14  | 11   | 11   | 12   | 12   | 17   | 19   | 21  | 22  | Σ | 194  |
|                       |     |     |     |     |      |      |      |      |      |      |     |     |   |      |
| Luftfeuchtigkeit (%)  | 85  | 84  | 85  | 83  | 85   | 86   | 89   | 89   | 88   | 87   | 85  | 84  | ⌀ | 85,9 |

| 1,2 |

| 1,1 |

| 1,6 |

| 2,7 |

| 5,2 |

| 7,5 |

| 9,1 |

| 9,5 |

| 8,0 |

| 6,3 |

| 3,1 |

| 1,8 |

| 1,2 |

| 1,1 |

| 1,6 |

| 2,7 |

| 5,2 |

| 7,5 |

| 9,1 |

| 9,5 |

| 8,0 |

| 6,3 |

| 3,1 |

| 1,8 |